# 핀초 언덕

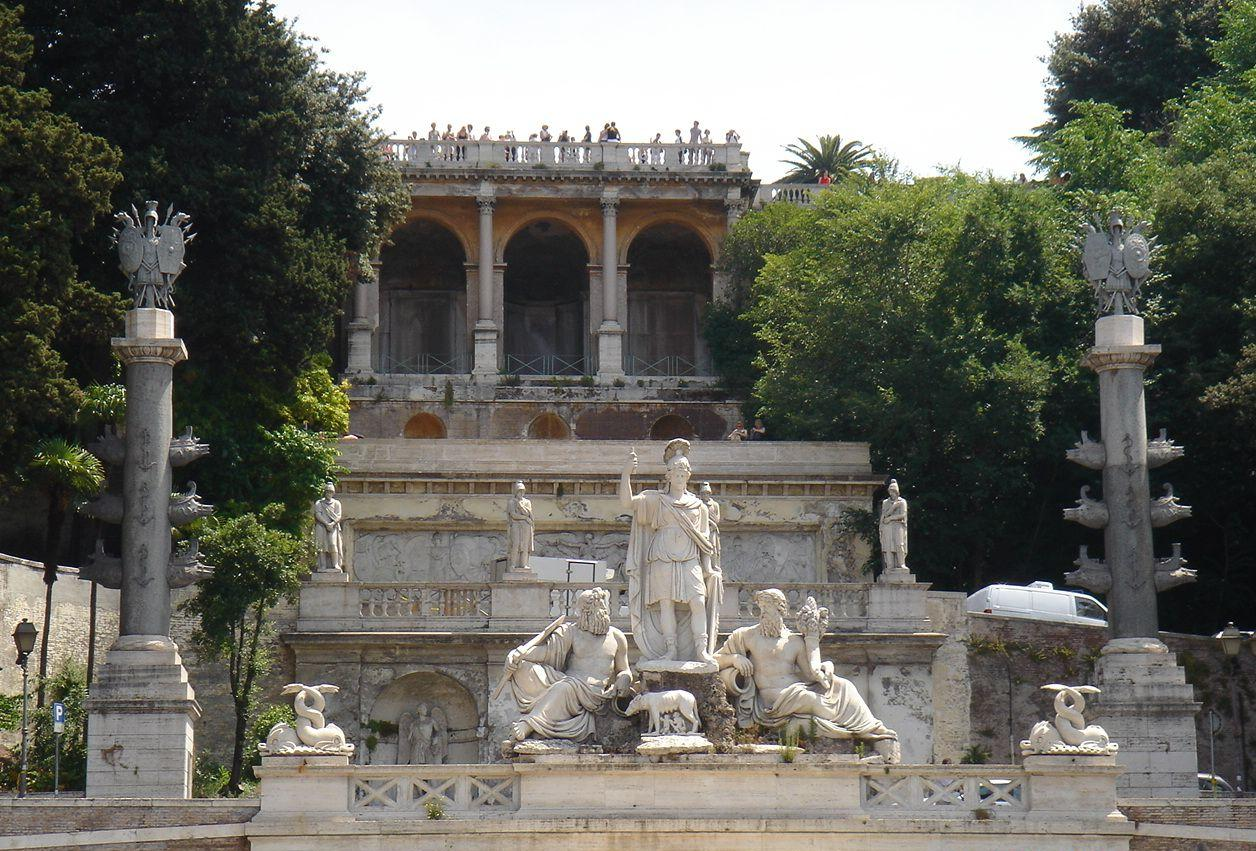

핀초(이탈리아어: Pincio, 라틴어: Mons Pincius)는 로마의 언덕 중 하나이다. 도심부에서 북동쪽에 위치해 있다. 퀴리날레 언덕의 북쪽에 놓여 있으며 캄푸스 마르티우스를 내려다볼 수 있다. 고대 로마에서는 도시 경계선의 바깥쪽에 위치한 언덕으로 로마의 일곱 언덕에도 포함되지 않았으나, 270년~273년 로마 황제 아우렐리아누스의 명으로 로마 성벽 공사가 새로 진행되어 그 안쪽으로 합류하게 되었다.
로마 공화정 후반기에는 핀초 언덕의 남쪽 지대에 유명 일가가 빌라와 정원을 소유하였는데 호르티 루쿨라니(루쿨루스가 건설), 호르티 살루스티아니(살루스티우스가 건설), 호르티 폼페이아니, 호르티 아실리오룸 등이 있었다. 때문에 핀초 언덕은 '콜리스 호르토룸'(Collis Hortorum →정원의 언덕)으로 불리기도 했다. 지금의 이름은 4세기경 이 일대를 소유했던 일가였던 핀치(Pincii)에서 유래한 것이다.

## 같이 보기
- 아벤티노 언덕
- 첼리오 언덕
- 캄피돌리오 언덕
- 오피오 언덕
- 팔라티노 언덕
- 퀴리날레 언덕
- 바티칸 언덕
- 벨리아 언덕
- 비미날레 언덕